# La Peca
La Peca es una localidad peruana, catogorizada como capital de distrito del distrito homónimo, se encuentra en la provincia de Bagua, al oeste del departamento de Amazonas.

## Historia
La Peca como localidad existe desde 1969 cuando fue registrada como comunidad campesina por la dictadura de Juan Velasco Alvarado. En 2011 el presidente Ollanta Humala viajó a La Peca para promulgar una ley de consulta previa, y en 2018 el presidente Martín Vizcarra supervisó en la localidad la construcción de una autopista asfaltada hacia Bagua.
En diciembre de 2021 sufrió un desbarrancamiento que afectó a la mayoría de la localidad.